# Стандарт купівельної спроможності
Стандарт купівельної спроможності (англ. Purchasing power standard, PPS) – договірна валюта, яка використовується Євростатом для вираження реального рівня ВВП та його компонентів, усуваючи вплив відмінностей у рівнях цін між країнами, провінціями чи іншими територіальними одиницями. Теоретично за 1 PPS можна купити однакову частину конкретного кошика товарів і послуг у кожній економічній зоні. Контрактний обмінний курс PPS у місцевій валюті визначається на основі рівня цін у певній економіці по відношенню до середнього рівня цін у всьому Європейському Союзі. Інша умовна валюта, яка використовується для тих самих цілей, - міжнародний долар.

## Договірний курс PPS
| 1995 рік | 1,4078 | 2000 рік | 2,1186 | 2005 рік | 2,2337 | 2010 рік | 2,3852 |
| 1996 рік | 1,6073 | 2001 рік | 2,1688 | 2006 рік | 2,2658 | 2011 рік | 2,4226 |
| 1997 рік | 1,7784 | 2002 рік | 2,1421 | 2007 рік | 2,2715 | 2012 рік | 2,3978 |
| 1998 рік | 1,9393 | 2003 рік | 2,1807 | 2008 рік | 2,3766 | 2013 рік | 2,4087 |
| 1999 рік | 2,0139 | 2004 рік | 2,2110 | 2009 рік | 2,4790 | 2014 рік | 2,4059 |